# باتريك هوغن
باتريك هوغن (بالإنجليزية: Patrick Hogan)‏ هو سياسي أيرلندي، ولد في 25 مارس 1907، وتوفي في 5 أكتوبر 1972. في الانتخابات العمومية الإيرلندية 1961 ‏، انتخب نائب دييل عن دائرة دائرة تيبراري الجنوبية ‏ وقد انضم خلال فترته النيابية ‏ (11 أكتوبر 1961 – 11 مارس 1965)  للكتلة البرلمانية فاين جايل وفي الانتخابات العمومية الإيرلندية 1965 ‏، انتخب نائب دييل عن دائرة دائرة تيبراري الجنوبية ‏ وقد انضم خلال فترته النيابية ‏ (21 أبريل 1965 – 21 مايو 1969)  للكتلة البرلمانية فاين جايل وفي الانتخابات العمومية الإيرلندية 1969 ‏، انتخب نائب دييل عن دائرة دائرة تيبراري الجنوبية ‏ وقد انضم خلال فترته النيابية ‏ (2 يوليو 1969 – 5 فبراير 1973)  للكتلة البرلمانية فاين جايل.